# Calandra

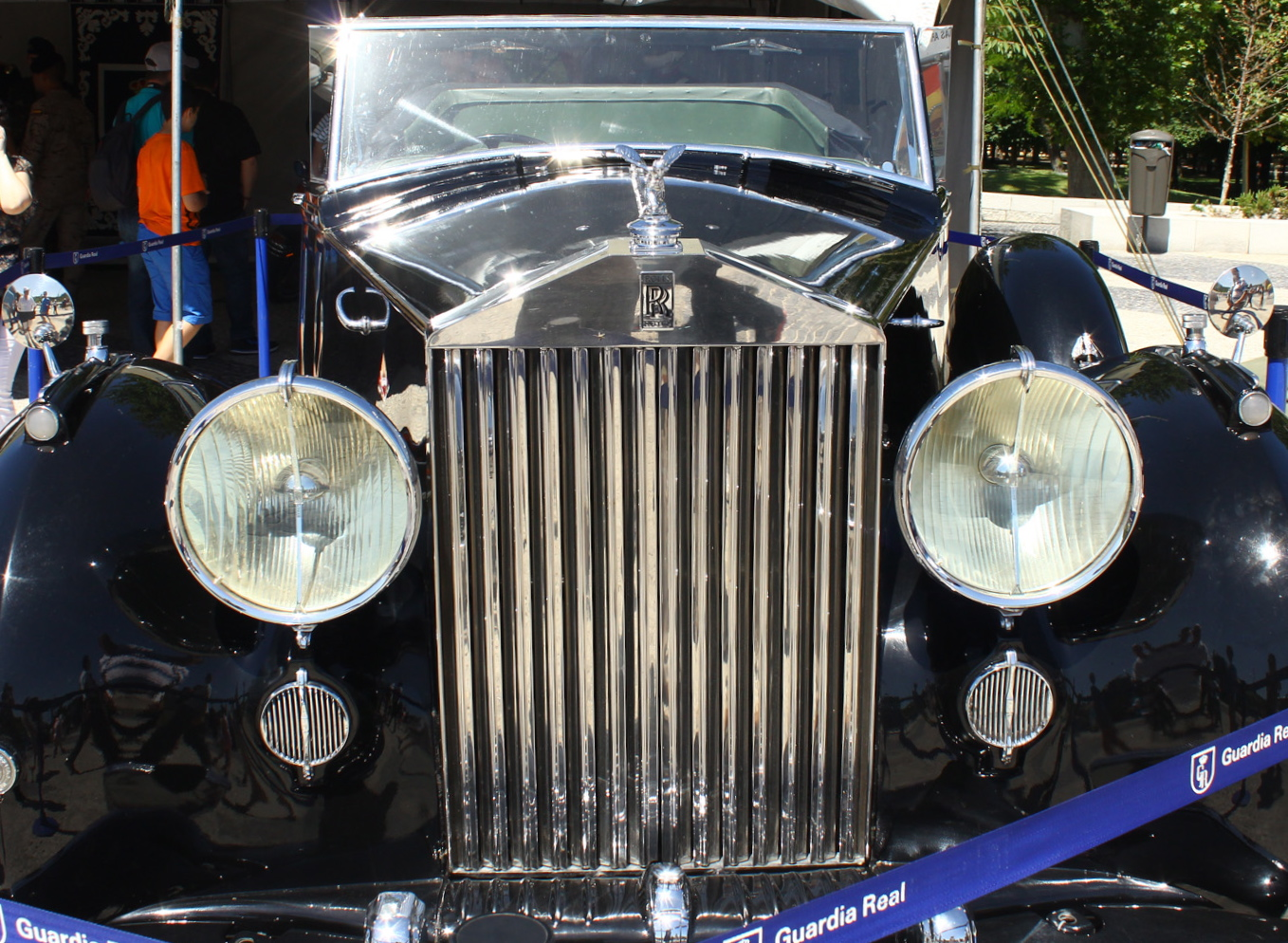
Rolls-Royce Phantom IV de 1952, con la emblemática parrilla del radiador estilo Partenón. Las superficies superior y frontal parecen completamente planas, pero en realidad son unas milésimas convexas, por lo que aparentarán estar planas de acuerdo con los principios de diseño aprendidos de los antiguos griegos.

En ingeniería automotriz, la calandra o parrilla es una rejilla exterior dispuesta en la parte delantera del vehículo para proteger el radiador y el motor. Suele tener un lugar destacado en el diseño de los automóviles, y en muchos casos es un elemento ornamental cuya configuración permite identificar fácilmente la marca de un coche.
También existen otras posiciones donde se colocan rejillas en un automóvil: por debajo del parachoques delantero, delante de las ruedas (para enfriar los frenos), en el capó para la ventilación del habitáculo, o en la tapa posterior cuando se trata de coches de motor trasero.

## Diseño

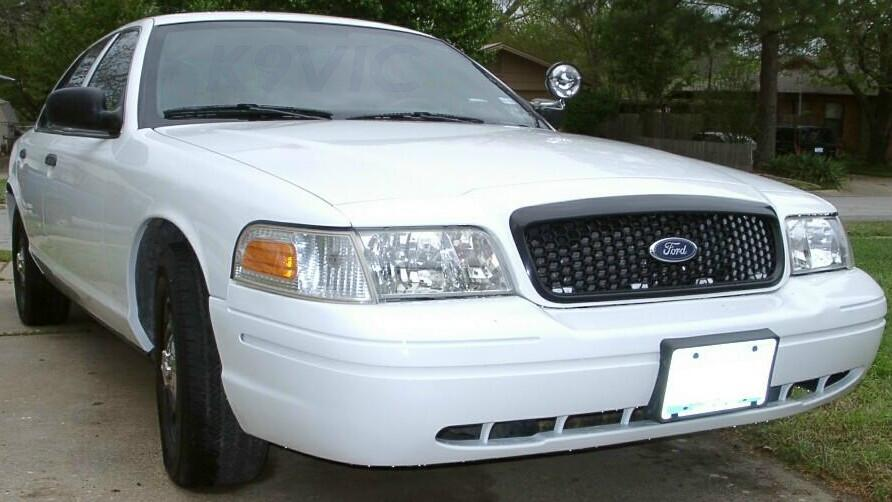
Crown Victoria Police Interceptor, con una rejilla negra en panal de abeja

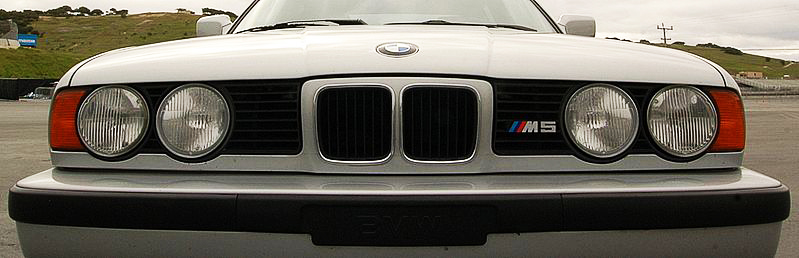
Distintiva calandra de BMW en forma de riñón (E34 M5)

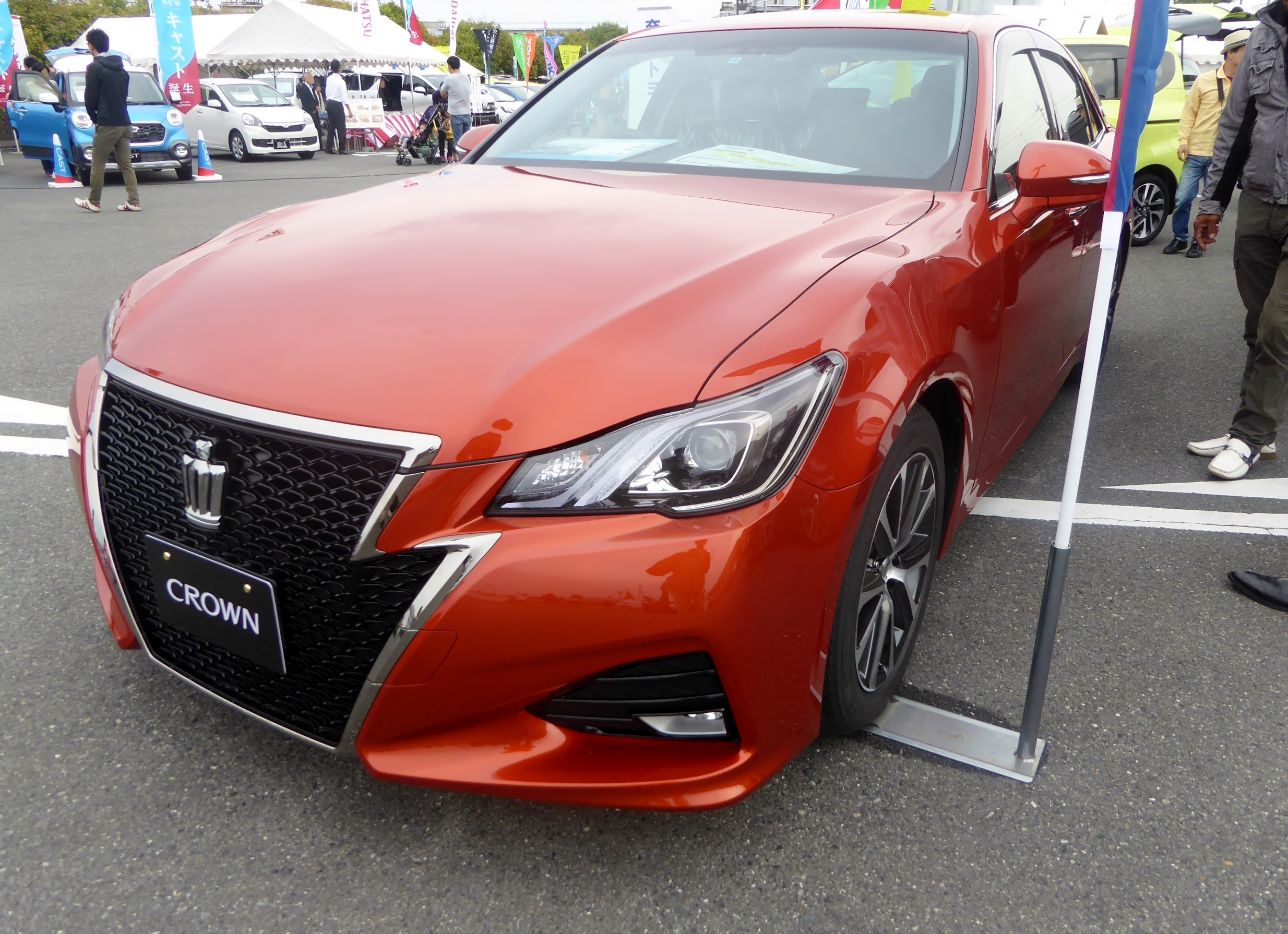
Parrilla estilizada de un Toyota Crown

El aspecto del frontal de un automóvil tiene un papel importante en la atracción de posibles compradores. La función principal de la calandra es dejar paso al aire de refrigeración hacia el radiador del motor. Sin embargo, la apariencia del vehículo "importa mucho más que si las características de diseño realmente cumplen alguna función". Como uno de los principales componentes visuales en la parte delantera de los vehículos, un diseño de parrilla inspirado hace que un automóvil sea atractivo y lo dota de identidad al vincularlo a la historia y reputación del fabricante de automóviles".
Actualmente, las calandras de gran tamaño son principalmente ornamentales. A menudo es un elemento de estilo distintivo y muchas marcas la utilizan como su identificador principal. Por ejemplo, Jeep tiene registrado su estilo de parrilla con siete barras.
Rolls-Royce es conocido por fabricar sus calandras a mano para asegurarse de que las barras que las forman se vean perfectamente verticales. Otros fabricantes conocidos por su estilo de parrilla incluyen la forma de herradura de Bugatti, los dos contornos con forma arriñonada de BMW, los "dientes" cromados de Rover, las rejillas de estilo avión de combate de Mitsubishi para sus modelos 2008 Lancer y Lancer Evo X, la barra transversal de Dodge, el escudo de seis barras de Alfa Romeo, la barra oblicua de Volvo, el marco cromado en forma trapezoidal de Nissan, la forma del motor rotatorio de Mazda, la rejilla de marco único relativamente nueva de Audi, la rejilla horizontal dividida de Pontiac, la rejilla de trama cuadrada de los Plymouth de última generación, o la rejilla con forma de reloj de arena de Lexus. La inusual parrilla del Plymouth Barracuda de 1971 se conoce como "rallador de queso". La parrilla de tres barras del Ford Motor Company, introducida en el Fusion de 2006, también se ha vuelto distintiva. Porsche, un fabricante de automóviles refrigerados por aire desde hace mucho tiempo, de acuerdo con esta herencia continúa minimizando la presencia de la calandra en los vehículos modernos refrigerados por agua de la marca.
También se produce el patrón de estilo contrario. A partir de finales de la década de 1930, Cadillac alternaría su patrón de barras horizontales a varios patrones de rayado como una forma simple de hacer que el automóvil pareciera nuevo de año en año, ya que esta marca no tenía una forma de rejilla estándar. En ocasiones se han impuesto tendencias de moda en las calandras. Por ejemplo, en los primeros años después de la Segunda Guerra Mundial, muchos fabricantes de automóviles estadounidenses generalmente cambiaron a calandras con menos barras, pero más gruesas.
Existen accesorios diseñados para mejorar el estilo o la función de la rejilla de serie original de un vehículo. Por lo general, están fabricados a base de barras macizas de aluminio de calidad aeronáutica, aunque algunos modelos se construyen recortando láminas de también de aluminio. No es raro que los aficionados a personalizar sus vehículos adapten parrillas procedentes de otras marcas, incluso llegando a tapar las aberturas originales.

## Tipos de rejillas
Por ubicación en la carrocería del automóvil:
- Frontal delantera (rejilla del radiador en vehículos con motor delantero)
- Trasera superior (en la tapa posterior de vehículos con motor trasero)
- Bajo los parachoques (delanteras y traseras)
- En los guardabarros (conductos de ventilación de los frenos)
- En el capó (para permitir el flujo de aire del intercooler)

### Por estilo
La industria del mercado de accesorios estadounidense define dos estilos principales de rejilla:
- Rejillas originales: estas rejillas no tienen diferencia alguna con las producidas por los fabricantes
- Rejillas personalizadas: producidas en pequeñas cantidades y con distintos materiales

### Por método de fijación
- Estilo atornillado: con este método de instalación,[8] la rejilla simplemente se atornilla sobre la rejilla de plástico original, sin necesidad de taladrar o de cortar la carcasa. Para esta sencilla instalación se utilizan tornillos, soportes y abrazaderas ocultos. Tienen el inconveniente de que aún pueda verse la rejilla original debajo.

- Sustitución: primero se debe quitar la rejilla original y luego se debe montar la nueva. Se requiere taladrar y, a veces, cortar. El fabricante de la rejilla proporciona las instrucciones de instalación, pero siguen siendo un trabajo que requiere cierta pericia.

### Historia

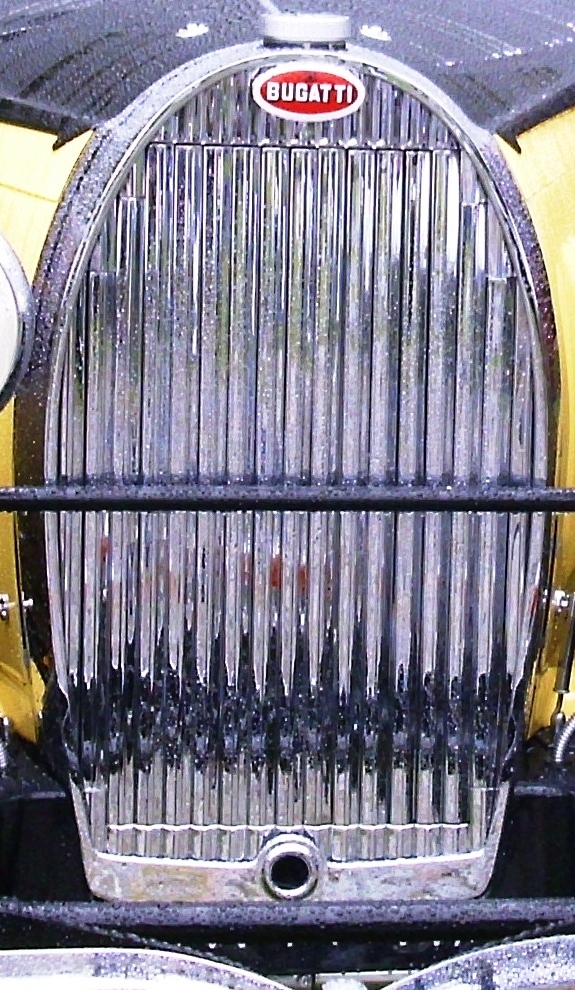
Calandra de un Bugatti Type 57 Stelvio (1934)

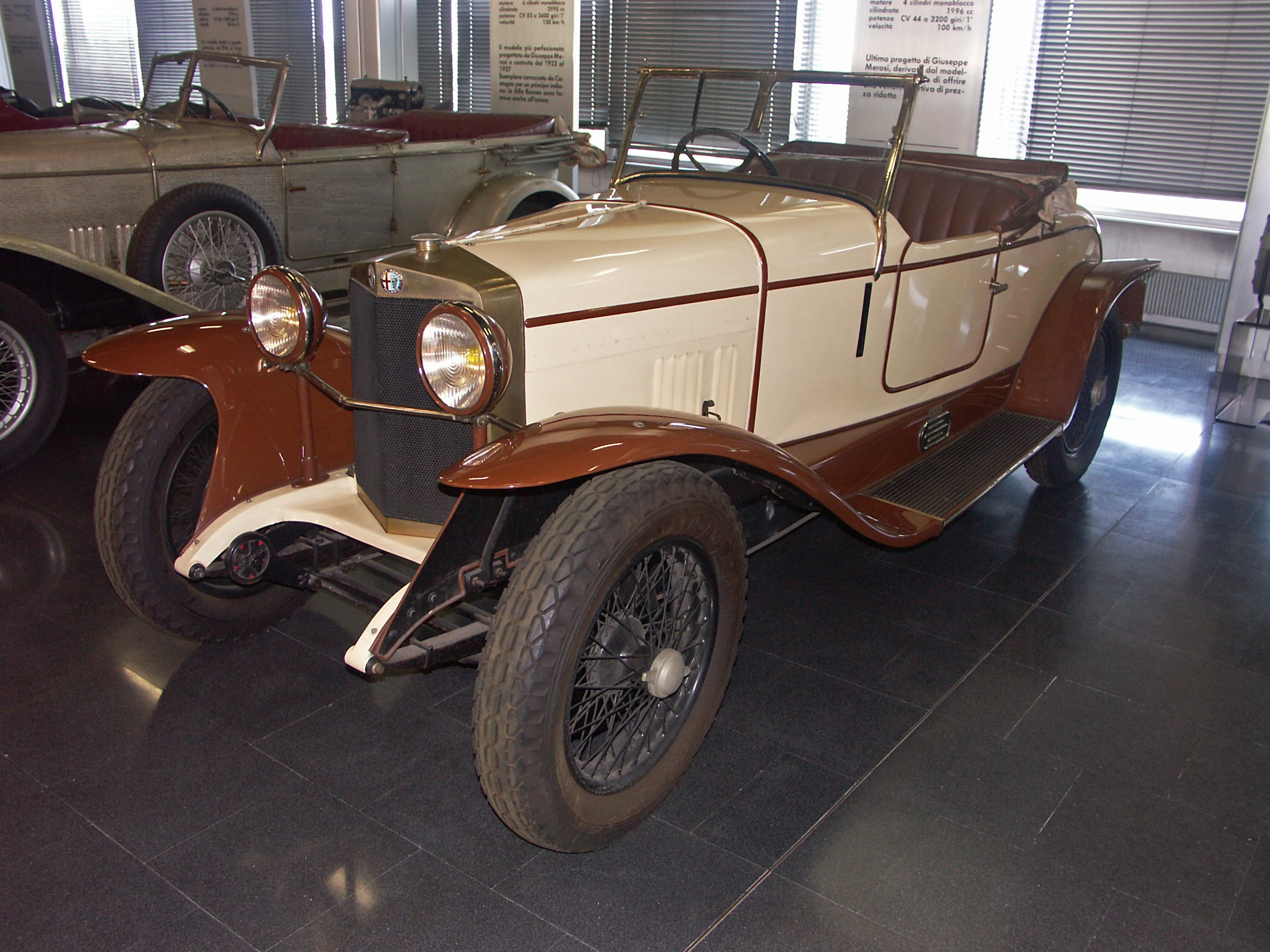
Alfa Romeo de 1923, con la calandra en forma de quilla

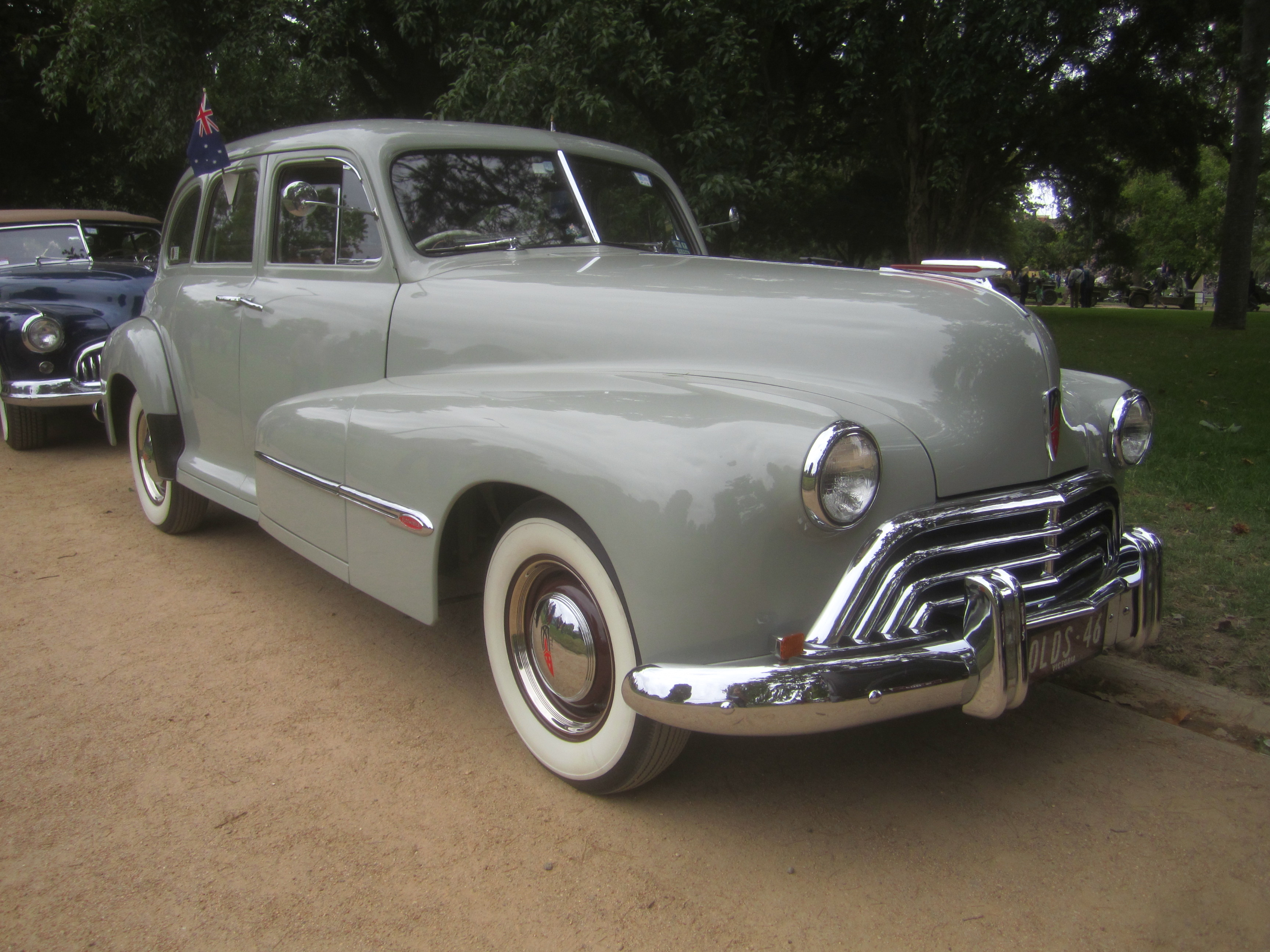
Oldsmobile de 1946

Las calandras de los automóviles han adoptado diferentes diseños a lo largo de los años. Uno de los primeros automóviles en contar con una distintiva calandra en panal de abeja fue el Mercedes 35 CV de 1900, encargado por el aristócrata Emil Jellinek a Wilhelm Maybach. Es tal el éxito de este modelo, que ya en 1903 la configuración con motor delantero y radiador frontal se impone entre la mayoría de los fabricantes de automóviles. Varios años más tarde, el diseño con forma de arco se volvió común, pasando a ser la disposición más frecuente en las rejillas de los automóviles durante muchos años. El diseño de una parrilla con forma de quilla (con una arista vertical frontal) apareció por primera vez en 1923, en un deportivo de Alfa Romeo.
En las décadas de 1930 y 1940, los fabricantes de automóviles fijaron su atención en los diseños de las calandras. Algunos de estos diseños tenían forma de campana (Buick, Chevrolet y Pontiac), en forma de cuña y ligeramente alabeados (Silver Arrow, Mercury, Oldsmobile de 1946), en forma de cruz (modelos Studebaker Champion de antes de la guerra, Cadillac de 1941, Ford de 1942), mientras que los modelos de Packard, Rolls-Royce o MG-TC todavía seguían utilizando el antiguo diseño en forma de arco.
Las rejillas adquirieron un nuevo aspecto después de la Segunda Guerra Mundial. Tras la introducción de los Buick, Studebaker y Kaiser de 1947, las rejillas se hicieron más cortas y más anchas para adaptarse al cambio de diseño.